# Siorac-en-Périgord
Siorac-en-Périgord är en kommun i departementet Dordogne i regionen Nouvelle-Aquitaine i sydvästra Frankrike. Kommunen ligger i kantonen Belvès som tillhör arrondissementet Sarlat-la-Canéda. År 2022 hade Siorac-en-Périgord 1 079 invånare.

## Befolkningsutveckling
Antalet invånare i kommunen Siorac-en-Périgord
Referens:INSEE